# 日本蛇齿潜鱼
日本蛇齿潜鱼（学名：Echiodon owasianus）为潜鱼科蛇齿潜鱼属的鱼类，俗名底隐鱼、长臂潜鱼。分布于分布于日本南部三重县尾鹫冲以及台湾澎湖群岛和海南岛东的南中国海等。该物种的模式产地在日本。